# Black Belt

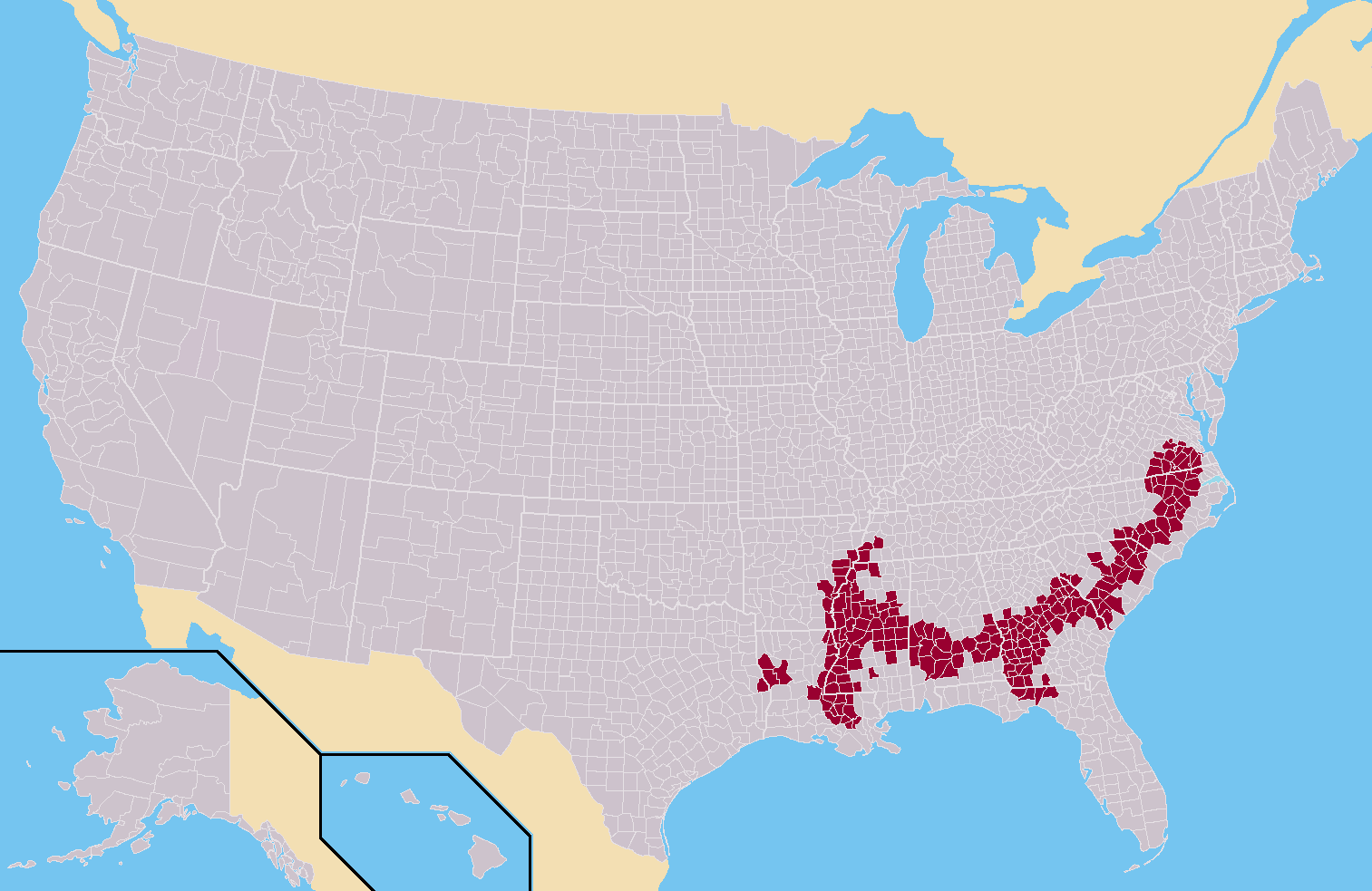
Ligging van de Black Belt in de Verenigde Staten.

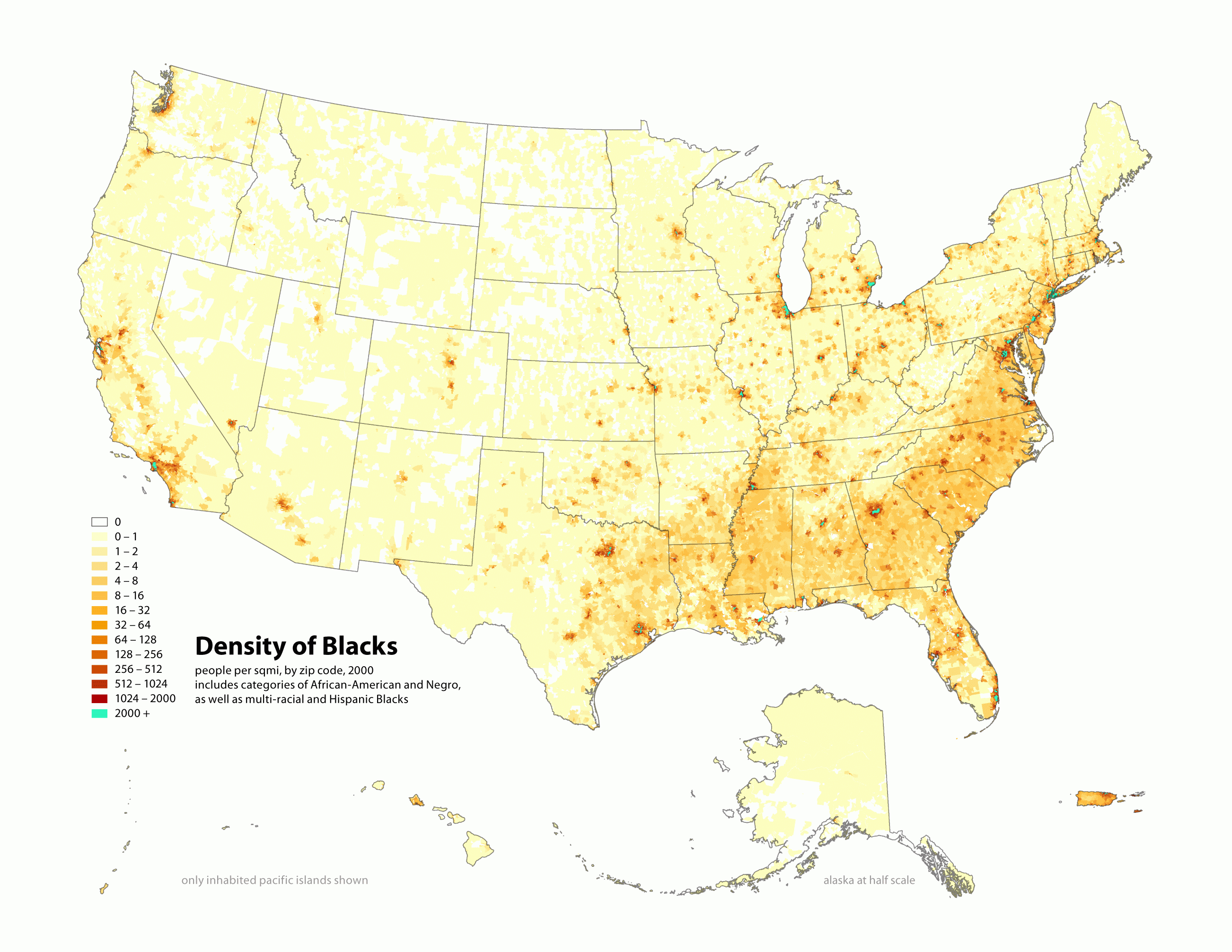
Afro-Amerikanen als percentage van de totale bevolking in de Verenigde Staten (2000)

Als Black Belt (Zwarte gordel) wordt het gebied in het zuidoosten van de Verenigde Staten aangeduid met een omvangrijke Afro-Amerikaanse (zwarte) bevolking. De Black Belt omvat 623 county's in de elf zuidelijke staten Alabama, Arkansas, Florida, Georgia, Louisiana, Mississippi, North Carolina, South Carolina, Tennessee, Texas en Virginia.
De Black Belt komt grotendeels overeen met het gebied waar vroeger katoen werd verbouwd. Voor het plukken van katoen werden op grote schaal slaven uit Afrika aangevoerd. De afstammelingen van deze slaven vormen tot op heden een aanzienlijk deel van de bevolking.